# Killjoy 3
Killjoy 3 (también conocido como Killjoy's Revenge) es una película slasher de 2010 y secuela de la película de terror urbano de Full Moon, Killjoy. Lanzado en 2010, esta película es una de las varias hechas por Full Moon Entertainment en un intento de resucitar viejas franquicias. Hay tres escenas eliminadas de esta película que se muestran en un montaje resumen en Killjoy Goes to Hell.

## Argumento
Algún tiempo pasa y Killjoy es llamado una vez más, esta vez a través de un pacto de sangre. Inmediatamente el recurre a la utilización de la sangre derramada por su invocador para crear a tres subordinados, que él llama los nuevos payasos malvados,  Punchy, Freakshow y Batty Boop. Sin embargo el hombre no nombra a una víctima para Killjoy, dejando el acto sin hacerse. Esto provoca que Killjoy y su pandilla  desaparezcan y vuelvan a su mundo.

## Reparto

### Payasos diabólicos
- Trent Haaga como Killjoy El payaso demoníaco.
- Al Burke como Punchy el payaso.
- Tai Chan Ngo como Freakshow el payaso mimo.
- Victoria De Mare como Batty Boop la sexy payasa.

### Humanos de la Tierra
- Darrow Igus como El Profesor.
- Spiral Jackson como Zilla.
- Quentin Miles como Michael.
- Michael Rupnow como Rojer.
- Jessica Whitaker como Sandy.
- Olivia Dawn York como Erica.